# Reconquête de Bahia
Guerre de Quatre-Vingts Ans et Guerre néerlando-portugaise
Batailles
- Chronologie de la guerre de Quatre-Vingts Ans
- Valenciennes
- Austruweel
- Rheindalen
- Heiligerlee
- Jemmingen
- Jodoigne
- Brielle
- 1er Flessingue
- Malines
- Goes
- Mons
- Haarlem
- 2e Flessingue
- Borsele
- Zuiderzee
- Alkmaar
- Leyde
- Reimerswaal
- Mook
- Lillo
- Zierikzee
- 1er Anvers
- 1er Bréda
- Gembloux
- Rijmenam
- 1er Deventer
- Maastricht
- 2e Bréda
- Açores
- 2e Anvers
- 3e Anvers
- Boksum
- Zutphen
- 1er Berg-op-Zoom
- Gravelines
- 3e Bréda
- 2e Deventer
- Groningue
- Huy
- 1er Groenlo1
- 2e Groenlo
- Turnhout
- Nieuport
- Ostende
- L'Écluse
- 3e Groenlo
- Saint-Vincent
- Gibraltar
- Saint-Vincent (1621)
- 2e Berg-op-Zoom
- 4e Bréda
- 4e Groenlo
- Matanzas
- Bois-le-Duc
- Abrolhos
- Slaak
- Maastricht
- 5e Bréda
- Cabañas
- Calloo
- Les Downs
- Saint-Vincent (1641)
- Hulst
- Cavite

La Reconquête de Bahia (en espagnol : Jornada del Brasil ; en portugais : Jornada dos Vassalos) est une expédition militaire hispano-portugaise organisée en 1625 dans le but de reprendre la ville de Salvador de Bahia au Brésil des forces de la Compagnie néerlandaise des Indes occidentales.
En mai 1624, les forces néerlandaises de la Compagnie des Indes occidentales, dirigées par Jacob Willekens ont capturé Salvador de Bahia, alors colonie portugaise. Philippe IV, roi d'Espagne et du Portugal, ordonna la constitution d'une flotte hispano-portugaise dans le but de récupérer la ville. En quittant le port de Lisbonne sous le commandement de Fadrique Álvarez de Tolède y Mendoza, nommé capitaine général de l'armée du Brésil, la flotte traversa l'océan Atlantique et arriva à Salvador le 1er avril 1625. Elle fut assiégée pendant plusieurs semaines, après quoi elle fut reprise. Cela entraîna l'expulsion des néerlandais de la ville et des environs. Elle était une base portugaise stratégique dans la lutte contre les néerlandais pour le contrôle du Brésil.

## Historique

### Contexte
Le 22 décembre 1623, une flotte néerlandaise commandée par l'amiral Jacob Willekens et le vice-amiral Piet Hein, composée de 35 navires, dont 13 appartenant aux Provinces-Unies, le reste à la Compagnie néerlandaise des Indes occidentales, quitta Texel transportant 6 500 hommes en route vers le Cap-Vert, où ils arrivèrent après avoir été dispersés par une tempête. Willekens découvrit que son objectif était de s'emparer de la ville de Salvador de Bahia, située sur la côte brésilienne, afin d'utiliser son port comme base commerciale pour assurer le commerce des Pays-Bas avec les Indes orientales et cela leur permettrait de contrôler une grande partie de la production de sucre dans la région, Salvador étant un centre important de production dans la région. L'intention d'envahir le Brésil a rapidement été rapportée à la cour de Madrid par les espions espagnols aux Pays-Bas, mais le Gaspar de Guzmán, comte-duc d'Olivares ne leur accorda pas de crédit.

### Campagne militaire

#### Capture néerlandaise
Le 8 mai, la flotte néerlandaise est apparue au large de Salvador. Le gouverneur portugais de Salvador, Diogo de Mendonça Furtado, tenta d'organiser la défense de la ville avec 3 000 hommes recrutés à la hâte, principalement des milices de paysans et d'esclaves noirs, tous irritées de la domination espagnole. Le port était protégé par deux forts : Fort Santo António de l'est et Fort São Filipe de l'ouest. En outre, une batterie de six canons a été érigée sur la plage et les rues ont été barricadées.
La flotte néerlandaise entra dans la baie divisée en deux escadrons. L'un d'eux navigua vers la plage de Santo António et débarqua les soldats commandés par le colonel Johan van Dorth. L'autre jeta l'ancre au large de la ville et ouvrit le feu sur les défenses côtières, qui furent rapidement neutralisées. À l'aube, la ville était entourée par plus de 1 000 soldats néerlandais et de 2 pièces d'artillerie. Intimidées, les milices portugaises jetèrent leurs armes et s'enfuirent, laissant Mendonça avec 60 soldats fidèles. Salvador fut capturé au prix de 50 victimes parmi les assaillants.
Willekens et Heyn installèrent une garnison sous le commandement de Dorth avant de partir pour de nouvelles missions, selon les ordres reçus. Quatre navires furent envoyés aux Pays-Bas avec le butin et les informations, ainsi que des instructions pour envoyer des renforts dans le but de sécuriser Salvador. Les défenses de la ville furent renforcées et étendues avec des douves et des murailles et la garnison fut rapidement augmentée à 2 500 hommes avec de nombreux esclaves portugais séduits par des promesses de liberté et de terre.
Cependant, la garnison néerlandaise commença bientôt à être harcelée par la guérilla locale organisée par l'évêque Dom Marcos Teixeira, qui s'était échappé de l'intérieur des terres. Il réussit à réunir une force de 1 400 auxiliaires portugais et 250 auxiliaires indiens,, qui construisirent des fortifications et organisèrent des embuscades contre les néerlandais. Dans une tentative de chasser les assaillants des alentours, Dorth fut tué et le moral chancela. Il fut remplacé par Albert Schoutens, qui périt également dans une autre embuscade, lui-même remplacé par son frère Willem.

#### Expédition ibérique
Quand la nouvelle de la perte de Salvador arriva en Espagne en août 1624, Philippe IV ordonna de constituer une flotte commune hispano-portugaise sous le commandement de l'amiral Fadrique Álvarez de Tolède y Mendoza, avec pour mission de reprendre la ville. Le 22 novembre, la flotte portugaise dirigée par Manuel de Menezes, avec Francisco de Almeida comme commandant en second, quitta Lisbonne, transportant 4 000 hommes sur 22 navires. La flotte espagnole quitta le port de Cadix le 14 janvier, après un retard causé par le mauvais temps, et était composé de 38 navires appartenant aux armadas de Castille, Biscaye, Gibraltar et Cuatro Villas, dont 21 galions. Il y avait 8 000 marins et soldats à bord, ces derniers étant divisés en trois Tercios, l'un italien et l'autre espagnol. Ses commandants étaient les maîtres de camp Pedro Osorio, Juan de Orellana et Carlos Carraciolo, marquis de Torrecuso. Le commandant en chef de l’armée commune était Pedro Rodriguez de Sebastián, secondé par le maire de Sargento, Diego Ruiz.
Après avoir dépassé les Îles Canaries le 28 janvier, la flotte espagnole arriva au Cap-Vert le 6 février, où elle rejoignit la flotte portugaise. Celui-ci avait perdu un navire et 140 hommes s'étaient noyés dans les hauts-fonds de l'île de Maio. Cinq jours plus tard, après la tenue d’un conseil de guerre, la flotte commune s’embarqua pour le Brésil. Après avoir attendu quelques navires portugais retardés à cause d'une mer agitée et 7 caravelles commandées par Francisco de Moura envoyées de Pernambouc, la flotte entra dans la baie de Tous les Saints le 29 mars.
Toledo ancra sa flotte en formant un énorme croissant pour empêcher les navires néerlandais de s'échapper de la baie. À l'aube du jour suivant, 4 000 soldats débarquèrent sur la plage de Santo António avec de la nourriture et des fournitures pour quatre jours. Ils rejoignirent la guérilla portugaise et occupèrent le champ au-dessus de Salvador. Les néerlandais furent forcés de rentrer chez eux, mettant leurs 18 navires sous la protection de leurs batteries. Leur force à cette époque s'élevait à 2 000 soldats néerlandais, anglais, français et allemands et à environ 800 auxiliaires noirs.
Les quartiers de Carmen et de San Benito, situés à l'extérieur des murs, furent occupés par les Tercios et un nouveau, nommé Las Palmas, fut construit. Un siège militaire s'ensuivit, avec l'artillerie tirant sur les fortifications néerlandaises depuis ces positions et les pionniers conduisant des attaques vers les remparts néerlandais. Les défenseurs lancèrent plusieurs attaques sporadiques pour entraver le siège. Au cours de l'une de ces attaques, Pedro Osorio et 71 officiers et soldats espagnols furent tués et 64 autres blessés. Néanmoins, le siège continua.
Deux jours plus tard, les Néerlandais tentèrent de lever le blocus en envoyant deux brûlots contre la flotte hispano-portugaise, sans toutefois causer de dommages. Des mutineries apparurent parmi les défenseurs à la suite de cet échec. Willem Schoutens fut déposé et remplacé par Hans Kyff, qui fut contraint de capituler quelques semaines plus tard, lorsque les lignes de siège atteignirent finalement les douves de Salvador. 1 912 soldats néerlandais, anglais, français et allemands se rendirent, et 18 drapeaux, 260 armes à feu, 6 navires, 500 esclaves noirs et une quantité considérable de poudre à canon, d'argent et de marchandises furent capturés.

### Conséquences
Quelques jours après la capitulation des Pays-Bas, une flotte de secours composée de 33 navires fut lancée et dirigée par l'amiral Boudewijn Hendricksz, secondée par le vice-amiral Andries Veron. Toledo, qui avait été prévenu de son arrivée, disposa 6 galions pour les attirer sous un tir croisé meurtrier. Cependant, voyant la grande flotte hispano-portugaise ancrée à l'intérieur, Hendricksz décida de se retirer pour naviguer en haute mer. Les navires de guerre espagnols tentèrent de le poursuivre, mais un galion s'échoua et la poursuite fut abandonnée. Hendricksz divisa alors sa flotte en trois groupes. L'un d'eux est rentré aux Pays-Bas avec les fournitures et les munitions pour la garnison de Salvador ; les deux autres ont attaqué respectivement la ville coloniale de San Juan dans les Caraïbes et le poste de traite portugais en Afrique, le Fort Saint-Georges-de-la-Mine, mais ont tous deux furent vaincus de manière décisive.
Francisco de Moura Rollim, nommé gouverneur de Salvador par Fadrique Álvarez de Tolède y Mendoza, resta dans la ville avec une garnison de 1 000 soldats portugais. Pendant le voyage de retour en Espagne, 3 navires espagnols et 9 navires portugais sombrèrent à cause de tempêtes. Juan de Orellana figurait parmi les noyés. Les prisonniers néerlandais furent renvoyés aux Pays-Bas à bord de cinq navires de commerce allemands. Les néerlandais ne revinrent Brésil qu’en 1630, date à laquelle ils conquirent le Pernambouc, alors colonie portugaise.